# Campeonato Paranaense de Futsal de 2019 - Segunda Divisão

O Campeonato Paranaense de Futsal - Segunda Divisão, cujo nome usual é Chave Prata, e a 25ª edição da segunda mais importante competição da modalidade no estado, sua organização é de competência da Federação Paranaense de Futsal.Os dois melhores colocados serão promovidos a Chave Ouro de 2020.

## Regulamento
- [1]

O Campeonato Paranaense Futsal Chave Prata 2014, será disputado em quatro fases com o início previsto para o dia 27 de maio.
Primeira fase
Na Primeira fase, as 10 equipes jogam entre si em Turno e Returno, com jogos de ida e colta. Se qualificam para a Segunda Fase os 8 melhores colocados;
Segunda Fase
As 8 equipes classificadas, serão dividas em dois grupos de 4 componentes cada, jogando novamente em turno e returno. Os dois melhores de cada um desses grupos avançam para a semifinal;
Terceira Fase (Semi-Final)
Os quatro classificados, serão divididos em duas chaves, jogando em Play-Off eliminatório de duas partidas, com a equipe de melhor campanha tendo a vantagem do empate, para ficar com a vaga, em caso de vitórias alternadas a decisão será na prorrogação, sendo o empate também em favor da equipe de melhor campanha. As melhores posicionadas da Primeira Fase, jogarão a segunda partida em casa, assim como a terceira se esta for necessária. Classificam-se para a Quinta Fase (Final) as equipes vencedoras de cada chave, que garantem também o acesso a Chave Ouro 2018, já as perdedoras, disputarão dois jogos extras, com os mesmos critérios de desempate, para definir o terceiro promovido a elite.
Quarta Fase (Final)
Os dois times vencedores, disputam a grande final do torneio a fim de definir o campeão da edição. A decisão ocorrerá em duas partidas,  com a equipe de melhor campanha tendo a vantagem do empate, para ficar com  para ficar com o título, em caso de vitórias alternadas a decisão será na prorrogação, sendo o empate também em favor da equipe de melhor campanha. O melhor posicionado da Primeira Fase, jogará a segunda partida em casa.
Critérios de Desempate
1. Equipe que obtiver o maior número de pontos;
2. Confronto direto;
3. Gol average (maior quociente da divisão do número de gols marcados pelo número de gols sofridos);
4. Menor média de gols sofridos na Fase (número de gols sofridos divididos pelo número de jogos);
5. Maior média de gols marcados na Fase (número de gols feitos dividido pelo número de jogos);
6. Maior saldo;
7. Sorteio.

## Participantes em2019
| Clube             | Cidade               | Ginásio                                  |
| ----------------- | -------------------- | ---------------------------------------- |
| AAEMA Mariópolis  | Mariópolis           | Ginásio de Esportes AAEMA                |
| ACEL Chopinzinho  | Chopinzinho          | Ginásio Dionisto Debona                  |
| APAF Futsal       | Paranaguá            | Ginásio Albertina Salmon                 |
| Coronel Futsal    | Coronel Vivida       | Ginásio Polo Esportivo                   |
| Faxinal Futsal    | Faxinal              | Ginásio Municipal de Esportes Manecão    |
| Guarapuava        | Guarapuava           | Joaquim Prestes                          |
| Norte Futsal      | Francisco Beltrão    | Ginásio Sarará                           |
| Pitanga Futsal    | Pitanga              | Ginásio Lôlo Cleve Filho                 |
| São Miguel Futsal | São Miguel do Iguaçu | Ginásio de Esportes Joelson Marcelino    |
| Seleto Clube      | Maringá              | Ginásio Municipal de Esportes Chico Neto |
| Siqueira Campos   | Siqueira Campos      | Ginásio De Esportes Raulino Ceccon       |

## Primeira Fase
| Pos | Times            | Pts | J  | V  | E | D  | GP | GC | SG  | GA   | Classificação                             |
| --- | ---------------- | --- | -- | -- | - | -- | -- | -- | --- | ---- | ----------------------------------------- |
| 1   | Chopinzinho      | 46  | 20 | 14 | 4 | 2  | 80 | 41 | +39 | 1,95 | Zona de Classificação para a Segunda Fase |
| 2   | Coronel Futsal   | 40  | 20 | 11 | 7 | 2  | 56 | 40 | +16 | 1,40 | Zona de Classificação para a Segunda Fase |
| 3   | Siqueira Campos  | 34  | 20 | 10 | 4 | 6  | 76 | 66 | +10 | 1,15 | Zona de Classificação para a Segunda Fase |
| 4   | Pitanga Futsal   | 28  | 20 | 8  | 4 | 8  | 62 | 60 | +2  | 1,03 | Zona de Classificação para a Segunda Fase |
| 5   | Faxinal Futsal   | 28  | 20 | 8  | 4 | 8  | 61 | 61 | -1  | 1,00 | Zona de Classificação para a Segunda Fase |
| 6   | APAF Futsal      | 27  | 20 | 6  | 9 | 5  | 71 | 62 | +11 | 1,15 | Zona de Classificação para a Segunda Fase |
| 7   | São Miguel       | 27  | 20 | 8  | 3 | 9  | 70 | 64 | +6  | 1,09 | Zona de Classificação para a Segunda Fase |
| 8   | AAEMA Mariópolis | 27  | 20 | 7  | 6 | 7  | 59 | 62 | -3  | 0,92 | Zona de Classificação para a Segunda Fase |
| 9   | Seleto Clube     | 26  | 20 | 8  | 2 | 10 | 65 | 79 | -14 | 0,83 | Eliminados na primeira fase               |
| 10  | Norte Futsal     | 13  | 20 | 3  | 4 | 13 | 44 | 75 | -31 | 0,59 | Eliminados na primeira fase               |
| 11  | Guarapuava       | 9   | 20 | 2  | 3 | 14 | 49 | 83 | -34 | 0,59 | Eliminados na primeira fase               |

### Rodadas na liderança
Em negrito, os clubes que mais permaneceram na liderança.
| Rodadas | Rodadas | Rodadas | Rodadas | Rodadas | Rodadas | Rodadas | Rodadas | Rodadas | Rodadas | Rodadas | Rodadas | Rodadas | Rodadas | Rodadas | Rodadas | Rodadas | Rodadas | Rodadas | Rodadas | Rodadas | Rodadas |
| ------- | ------- | ------- | ------- | ------- | ------- | ------- | ------- | ------- | ------- | ------- | ------- | ------- | ------- | ------- | ------- | ------- | ------- | ------- | ------- | ------- | ------- |
| 1       | 2       | 3       | 4       | 5       | 6       | 7       | 8       | 9       | 10      | 11      | 12      | 13      | 14      | 15      | 16      | 17      | 18      | 19      | 20      | 21      | 22      |
| SMG     | FAX     | FAX     | FAX     | FAX     | APAF    | ACEL    | SMG     | SMG     | ACEL    | ACEL    | ACEL    | ACEL    | ACEL    | ACEL    | ACEL    | ACEL    | ACEL    | ACEL    | ACEL    | ACEL    | ACEL    |

### Rodadas na lanterna
Em negrito, os clubes que mais permaneceram na lanterna.
| Rodadas | Rodadas | Rodadas | Rodadas | Rodadas | Rodadas | Rodadas | Rodadas | Rodadas | Rodadas | Rodadas | Rodadas | Rodadas | Rodadas | Rodadas | Rodadas | Rodadas | Rodadas | Rodadas | Rodadas | Rodadas | Rodadas |
| ------- | ------- | ------- | ------- | ------- | ------- | ------- | ------- | ------- | ------- | ------- | ------- | ------- | ------- | ------- | ------- | ------- | ------- | ------- | ------- | ------- | ------- |
| 1       | 2       | 3       | 4       | 5       | 6       | 7       | 8       | 9       | 10      | 11      | 12      | 13      | 14      | 15      | 16      | 17      | 18      | 19      | 20      | 21      | 22      |
| ACEL    | ACEL    | SQC     | SQC     | SQC     | PIT     | PIT     | PIT     | NOR     | NOR     | NOR     | NOR     | NOR     | GUA     | GUA     | GUA     | GUA     | GUA     | GUA     | GUA     | GUA     | GUA     |

## Segunda Fase
Grupo A
| Pos | Equipe           | PG | J | V | E | D | GP | GS | SG | GA   | Classificação                  |
| --- | ---------------- | -- | - | - | - | - | -- | -- | -- | ---- | ------------------------------ |
| 1   | Chopinzinho      | 11 | 6 | 3 | 2 | 1 | 13 | 9  | +4 | 1,44 | Classificados para a semifinal |
| 2   | Pitanga Futsal   | 10 | 6 | 3 | 1 | 2 | 11 | 9  | +2 | 1,22 | Classificados para a semifinal |
| 3   | AAEMA Mariópolis | 9  | 6 | 2 | 3 | 1 | 17 | 14 | +3 | 1,21 |                                |
| 4   | APAF Futsal      | 2  | 6 | 0 | 2 | 4 | 9  | 18 | -9 | 0,50 |                                |

Grupo B
| Pos | Equipe          | PG | J | V | E | D | GP | GS | SG  | GA   | Classificação                  |
| --- | --------------- | -- | - | - | - | - | -- | -- | --- | ---- | ------------------------------ |
| 1   | Siqueira Campos | 16 | 6 | 5 | 1 | 0 | 23 | 13 | +9  | 1,77 | Classificados para a semifinal |
| 2   | Coronel Futsal  | 13 | 6 | 4 | 1 | 1 | 25 | 11 | +13 | 2,27 | Classificados para a semifinal |
| 3   | São Miguel      | 6  | 6 | 2 | 0 | 4 | 16 | 25 | -9  | 0,64 |                                |
| 4   | Faxinal Futsal  | 0  | 6 | 0 | 0 | 6 | 9  | 28 | -19 | 0,32 |                                |

### Desempenho por rodada
|         | Rodadas | Rodadas | Rodadas | Rodadas | Rodadas | Rodadas | Rodadas |
| ------- | ------- | ------- | ------- | ------- | ------- | ------- | ------- |
| 1       | 2       | 3       | 4       | 5       | 6       |         |         |
| Grupo A | PIT     | ACEL    | ACEL    | ACEL    | ACEL    | ACEL    |         |
| Grupo B | COR     | COR     | SQC     | SQC     | SQC     | SQC     |         |

|         | Rodadas | Rodadas | Rodadas | Rodadas | Rodadas | Rodadas | Rodadas |
| ------- | ------- | ------- | ------- | ------- | ------- | ------- | ------- |
| 1       | 2       | 3       | 4       | 5       | 6       |         |         |
| Grupo A | APAF    | APAF    | APAF    | APAF    | APAF    | APAF    |         |
| Grupo B | FAX     | FAX     | FAX     | FAX     | FAX     | FAX     |         |

## Play-Offs
Em itálico, os times que possuem o mando de campo no primeiro jogo do confronto e em negrito os times classificados.
|  | Semifinais         | Semifinais      | Semifinais | Semifinais |  |  | final              | final | final | final |
|  |                    |                 |            |            |  |  |                    |       |       |       |
|  | 9 e 17 de novembro |                 |            |            |  |  |                    |       |       |       |
|  | Chopinzinho        | 1               | 5          | 6          |  |  |                    |       |       |       |
|  | Coronel Futsal     | 2               | 4          | 4          |  |  |                    |       |       |       |
|  |                    |                 |            |            |  |  |                    |       |       |       |
|  |                    |                 |            |            |  |  | 23 e 7 de dezembro |       |       |       |
|  |                    |                 |            |            |  |  | Chopinzinho        | 3     | 3     |       |
|  |                    | Siqueira Campos | 3          | 1          |  |  |                    |       |       |       |
|  |                    |                 |            |            |  |  |                    |       |       |       |
|  | 9 e 17 de novembro |                 |            |            |  |  |                    |       |       |       |
|  | Siqueira Campos    | 6               | 5          |            |  |  |                    |       |       |       |
|  | Pitanga Futsal     | 6               | 1          |            |  |  |                    |       |       |       |

## Classificação Final
| Pos | Times             | Pts | J  | V  | E  | D  | GP  | GC | SG  | GA   | Classificação               |
| --- | ----------------- | --- | -- | -- | -- | -- | --- | -- | --- | ---- | --------------------------- |
| 1   | Chopinzinho       | 65  | 31 | 20 | 7  | 4  | 113 | 64 | 49  | 1,76 | Campeão                     |
| 2   | Siqueira Campos   | 55  | 30 | 16 | 7  | 7  | 114 | 92 | 22  | 1,23 | Vice-campeão                |
| 3   | Coronel Futsal    | 56  | 29 | 16 | 8  | 5  | 91  | 63 | 28  | 1,44 | Eliminados nas semifinais   |
| 4   | Pitanga Futsal    | 39  | 28 | 11 | 6  | 11 | 80  | 80 | 0   | 1,00 | Eliminados nas semifinais   |
| 5   | AAEMA Mariópolis  | 36  | 26 | 9  | 9  | 8  | 76  | 76 | 0   | 1,00 | Eliminados na segunda fase  |
| 6   | São Miguel Futsal | 33  | 26 | 10 | 3  | 13 | 86  | 89 | -3  | 0,96 | Eliminados na segunda fase  |
| 7   | APAF Futsal       | 29  | 26 | 6  | 11 | 9  | 80  | 80 | 0   | 1,00 | Eliminados na segunda fase  |
| 8   | Faxinal Futsal    | 28  | 26 | 8  | 4  | 12 | 70  | 89 | -19 | 0,78 | Eliminados na segunda fase  |
| 9   | Seleto Clube      | 26  | 20 | 8  | 2  | 10 | 65  | 79 | -14 | 0,83 | Eliminados na primeira fase |
| 10  | Norte Futsal      | 13  | 20 | 3  | 4  | 13 | 44  | 75 | -31 | 0,59 | Eliminados na primeira fase |
| 11  | Guarapuava        | 9   | 20 | 2  | 3  | 14 | 49  | 83 | -34 | 0,59 | Eliminados na primeira fase |